# ابوالقاسم عروجی
ابوالقاسم عروجی (زادهٔ ۱۱ آذر ۱۳۶۸ در قم) یک بازیکن فوتسال اهل ایران است.
از باشگاه‌هایی که در آن بازی کرده‌است می‌توان به باشگاه فوتسال ارم کیش قم، باشگاه فوتسال فراز قم، باشگاه فوتسال صبای قم، باشگاه فوتسال ماهان تندیس قم، باشگاه فوتسال تأسیسات دریایی تهران و باشگاه فوتسال گیتی‌پسند اصفهان اشاره کرد.
عروجی در دی ۱۳۹۸ براساس اعلام ستاد ملی مبارزه با دوپینگ ایران به دلیل مصرف ماده ممنوعه کلومیفن به مدت ۴ سال از مسابقات ورزشی محروم شد.